# 穿紅夾克的男孩
《穿紅夾克的男孩》（法語：Le Garçon au gilet rouge）是保羅·塞尚於1894年或1895年的油畫作品，原來收藏於瑞士蘇黎世的布爾勒收藏展覽館。該畫於2008年2月10日遭竊，同時遭竊的有埃德加·德加的《會計師和女兒們》（Ludovic Lepic und seine Töchter，1871年）、克洛德·莫內的《維特尼附近的罌粟花》（Mohnfeld bei Vétheuil，1879年）與文森特·梵谷的《茂盛的栗樹花》（Blühende Kastanienzweige，1890年）。這幅畫是該美術館中價值最高的畫作，總值9100萬美金。